# 成都地铁23号线
成都地铁23号线是中华人民共和国四川省成都市成都地铁线网中一条处于未批复规划阶段的南北向快线地铁线路。23号线一期工程北起熊猫乐园，中段与3号线平行，南至天府一街，线路长24.80km（地下线长约23.30km，高架线长约1.10km，过渡段长约0.40km），车站18座（高架站1座，地下站17座），设北湖车辆段。车辆采8A编组。

## 历史
- 2017年，锦城广场站开工建设，其中为原11号线预留的车站结构后来随规划调整划归16号线，又由于16号线拆分最终归属23号线。[3][4][5]
- 2021年，线网规划中首次提出23号线规划，是一条南北向快线，拆分自原16号线中、北段。线路北起新都，北段和中段与3号线平行，南段与1、6、18号线平行，最后向西南方延伸，在锦城广场站与1、18号线换乘，在终点站天府一街站与16号线换乘。
- 2022年11月、2023年1月，《成都市城市轨道交通第五期建设规划（2024-2029年）》由成都市住房和城乡建设局进行了社会稳定风险公示和环境影响评价第一次公示、环境影响评价第二次公示。其中包含23号线一期工程。[6][7][2]